# 隈庄城
隈庄城（くまのしょうじょう）は、熊本県城南町にあった中世の日本の城（丘城）。
熊本市城南町隈庄字城の台地西端、標高25mの地点に立地する。天守跡・二の天守跡・二の丸の3区画から構成されるが、現在は天守跡が公園としてのこっており、下益城城南中学校もこの跡地である。

## 歴史
延文4年（1359年）には大友氏が当城を攻撃し、南北朝時代末期には菊池武朝と敵対していた記録が残る。15世紀には相良為続の支配下に一時入り、天文8年（1539年）には隈庄城主として相良氏に協力した目方氏に相良側が番衆を送っている。天文12年（1543年）に当城は落城し、目方氏は肥後国北部に亡命した。
以後は甲斐氏が隈庄城に入り、永禄8年（1565年）には阿蘇氏からの離反を目論んだ城主・甲斐守昌が義父の甲斐親直に攻められ、敗れている。天正9年（1581年）に龍造寺氏へ差し出した起請文には親直や甲斐親教ら甲斐同姓7名の連署が記されるなど、阿蘇氏勢力の南西部では地域連合が御船城や当城を拠点として形成されていた。島津氏が天正10年（1582年）に八代城まで進出すると堅志田城や御船城とともに主な戦略対象となり、天正13年（1585年）には当城で激しい攻城戦が行なわれた。落城はしなかったものの他城の降伏により開城し、伊集院忠棟が入城した。
豊臣秀吉による九州征伐では、宮原景種が肥後国人と戦って敗死している。その後は岡本太郎左衛門が城代となり、小西行長領に入ると小西主殿介が在城した。慶長5年（1600年）、小西氏が滅びると廃城となった。